# 피아노 연습곡 (리게티)
《피아노 연습곡(프랑스어: Études pour le piano)》은 죄르지 리게티가 그의 인생 후반기인 62세부터 시작하여 17년간(1984년~2001년)에 걸쳐 작곡한 피아노 연습곡들이다.
총 3권(제1권 6곡, 제2권 8곡, 제3권 4곡)으로 구성되어 있으며 그의 피아노 작품들 중에서도 가장 중요한 위치를 차지한다고 할 수 있다. 그가 제3권을 끝내지 못하고 2006년 타계함으로써 어떤 의미로는 미완성 작품이라고 볼 수도 있다.
특히 1984년 11월에 시작해 1985년 완성한 제1권은 그 다음 해인 1986년 리게티에게 음악계의 노벨상이라고 불리는 그라베마이어상을 안겨준 작품이다.
리게티는 평생에 걸쳐 다양한 실험정신과 그의 폭넓은 지식을 바탕으로 자신의 음악에 변화를 추구해왔는 데, 이 곡들은 1980년 이후 변화된 그의 새로운 창작 화두를 잘 보여주고 있으며, 그것은 무엇보다 리듬과 박절에 대한 탐구이다.
그는 이 작품들에서 가장 전통적인 요소들(프레데리크 쇼팽, 로베르트 슈만, 클로드 드뷔시 그리고 심지어 알레산드로 스카를라티)과 함께 새롭게 영향을 받은 다양한 음악들을 한데 융합시킨다. 즉, 멕시코의 작곡가 낸캐로우의 자동피아노를 위한 음악, 아프리카 실로폰 음악의 독특한 리듬, 라틴아메리카의 악삭 리듬, 14세기 후반 아르스 수브틸료아의 복잡한 리듬, 가멜란 등 동남아시아 여러 문화권 음악의 독특한 음조 체계, 재즈 풍의 피아노 서법 등 리게티가 접한 수많은 지적 문화적 자극들이 모두 녹아있다.